# Passiflora montana
Passiflora montana är en passionsblomsväxtart som beskrevs av L.B. Holm-nielsen och J.E. Lawesson. Passiflora montana ingår i släktet passionsblommor, och familjen passionsblomsväxter. Inga underarter finns listade i Catalogue of Life.